# Dinastía Hohenstaufen
Los Hohenstaufen o Staufen fueron una dinastía de origen desconocido, fundada en 1079 y que gobernó el ducado de Suabia y el Sacro Imperio Romano Germánico hasta su disolución en 1268.
Su nombre lo adoptaron del Castillo de Hohenstaufen, situado entre Göppingen y Schwäbisch Gmünd (Suabia). El primer representante de este linaje que tiene comprobada su existencia es Federico de Büren. Su hijo Federico I, primer duque de Suabia, se casó con la única hija de Enrique IV en 1079, recibiendo el ducado de Suabia, que de esta forma era incorporado a los dominios de esta familia. En 1125 heredaron las posesiones de la Dinastía salia al producirse su extinción. Los Hohenstaufen intentaron obtener la corona germánica y desde entonces mantuvieron una rivalidad constante con los Güelfos. Alcanzaron sus aspiraciones cuando algunos de sus miembros se convirtieron en emperadores del Sacro Imperio Romano Germánico y reyes de Alemania (entre 1138 y 1254). Enrique VI se hizo dueño de Sicilia, hecho que generó un enfrentamiento entre los Hohenstaufen y el papado. En 1268 murió decapitado el último de sus representantes, Conradino.

## Miembros de la dinastía de los Hohenstaufen

### Emperadores del Sacro Imperio Romano Germánico y Reyes de Alemania
- Conrado III, Rey de Romanos (1138-1152)
- Federico I Barbarroja, emperador (1155-1190)
- Enrique VI, emperador (1191-1197)
- Felipe de Suabia, rey de Alemania (1198-1208)
- Federico II, emperador (1220-1250)
  - Enrique (VII), Rey de Romanos (1220-1235)
- Conrado IV, rey de Alemania (1237-1254), Rey de Romanos

### Reyes de Sicilia
- Enrique VI (1194-1197)
- Federico II (1198-1250)

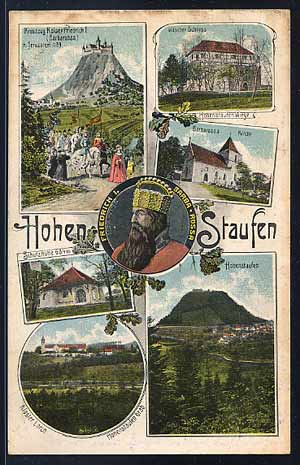
Postal sobre Hohenstaufen de 1905.

  - Enrique (VII) (1212-1217) (nominal, asociado con su padre Federico II)
- Conrado IV (1250-1254)
- Conradino (1254-1258/1268)
- Manfredo (1258-1266)

### Duques de Suabia
- Federico I de Suabia (1079-1105)
- Federico II de Suabia (1105-1147)
- Federico I Barbarroja (Federico III de Suabia) (1147-1152)
- Federico IV de Suabia (1152-1167)
- Federico V de Suabia (1167-1170)
- Federico VI de Suabia (1170-1191)
- Conrado II de Suabia (1191-1196)
- Felipe de Suabia (1196-1208)
- Federico II (Federico VII de Suabia) (1212-1216)
  - Enrique (VII) (Enrique II de Suabia) (1216-1235)
- Conrado IV (1235-1254)
- Conradino (Conrado V) (1254-1268)

### Emperatrices Romanas
- Constanza II de Hohenstaufen (1230-1307)